# Canal Panda
Canal Panda est une chaîne de télévision portugais dédiée au public infantile-juvénile, transmettant majoritairement des séries d'animation et parfois des films.

## Historique
La chaîne a été fondée en 1996 sous le nom de Panda Club et était initialement distribuée aussi en Espagne et à Macao, mais deux ans plus tard le nom a été changé en Panda Canal. En 2000, elle a commencé à se consacrer exclusivement au marché portugais, mais en 2011 elle revient sur les opérateurs espagnols de télévision par ADSL dans leur offre de télévision payante, à partir du 1er avril.

## Peurs
Entre 2001 et 2010, la chaîne Panda a diffusé une émission qui a traumatisé la plupart des enfants à l'époque. Les raisons étaient liées aux sons des hiboux et des ronflements du maçon et à une conception véritablement grotesque du canal Panda se déplaçant avec les étoiles et les bâillements. La chaîne a fermé à 1 heure du matin. Au début, il y avait un écran blanc et une horloge sonnait. Ensuite, elle changeait en arrière-plan nocturne et entendait une voix féminine dire: "À demain, à 5 heures sur Canal Panda!" En 2010, la chaîne a décidé de modifier la diffusion finale. Plus une image fixe et juste les mêmes sons. En 2011, la fin de la diffusion a été remplacée par un carrousel sur lequel sont placées des poupées. En janvier 2012, la chaîne a été diffusée 24h. Plus tard, en 2016, une vidéo a été diffusée sur YouTube avec la même fin de diffusion et a suscité la controverse et des plaintes parmi les adolescents et les adultes qui l'ont vue à la télévision alors qu'elle était enfant. Dans le même temps, certaines plaintes auraient été soulevées pour que la question soit retirée. Cependant, les personnes impliquées dans la chaîne ont rejeté le cas.

## Séries diffusées
- Air Gear
- Angelina Ballerina
- Atomic Betty
- Les Aventures de Tintin
- Barbie (poupée)
- Barbie: Life in the Dreamhouse
- Barbie Dreamhouse Adventures
- Baskup - Tony Parker
- Beyblade
- Bienvenue à Lazy Town
- Billy the Cat, dans la peau d'un chat
- Bob le bricoleur
- La Brigade Volante
- Bunny Maloney
- Caillou
- Capitaine Flamingo
- Chasseurs de dragons
- Chuggington
- Clamp School Detectives
- Classe des Titans
- Code Lyoko
- Code Lyoko Évolution
- Commandant Clark
- CLYDE
- Denver, le dernier dinosaure
- Devine quoi ?
- Digimon Adventure
- Digimon Adventure 02
- Digimon Data Squad
- Digimon Frontier
- Digimon Tamers
- Doraemon
- La Double Vie d'Eddie McDowd
- Dream Team
- Duel Masters
- Les Enquêtes de Prudence Petitpas
- Les Entrechats
- Les Faucons de l'orage
- Fifi et ses floramis
- Les Frères Koalas
- Fushigi Yugi
- Gadget et les Gadgetinis
- Garfield et ses amis
- Gawayn
- Geronimo Stilton
- Gigi
- Les Graffitos
- Hamtaro
- Huntik : Le Choc des Titans
- Inspecteur Gadget
- Jacob Jacob
- Jewelpets, le royaume des bijoux
- Kaleido Star
- Keroro, mission Titar
- Kilari
- Kiteretsu
- Lady Oscar
- Les Jules, chienne de vie...
- Les Légendes de Tatonka
- Les Supers Nanas
- Lola & Virginia
- Lou !
- Mademoiselle Zazie
- Magic Knight Rayearth
- Magical DoReMi
- Mama Mirabelle
- Le Manège enchanté
- Martin Matin
- Martine
- Mary-Kate & Ashley
- Matt's Monsters
- Medabots
- Mega Man NT Warrior
- Mes parrains sont magiques
- Mia and Me
- Les Minijusticiers
- Mirmo
- Mix Masters (ko)
- Moi Willy, fils de rock star
- Monstro Por Acaso
- Morte de honte !
- My Little Pony : Les amies, c'est magique
- My Melody
- Les Mystérieuses Cités d'or
- Nadja
- Nini Patalo
- Olive et Tom
- Olive et Tom : Le Retour
- Oui-Oui
- Peanuts
- Peppa Pig
- Le Petit Nicolas
- Pichi Pichi Pitch : La Mélodie des Sirènes
- Pierre Martin le facteur
- Pocoyo
- Les Podcats
- Poochini (en)
- Les P'tites Poules
- Robinson Sucroë
- Robot Trains
- Sailor Moon
- Sonic le Rebelle
- Sakura, chasseuse de cartes
- SamSam
- Shaun le mouton
- Tara Duncan
- Thomas et ses amis
- Tortues Ninja : Les Chevaliers d'écaille
- Totally Spies!
- Transformers: Animated
- Les Trois Petites Sœurs
- Winx Club
- Woofy